# Beleg van Taormina (962)
Het Beleg van Taormina in 962 was een succesvolle belegering door de Fatimiden-gouverneurs van Sicilië van het belangrijkste Byzantijnse fort op het eiland, Taormina.

## Belegering
Het beleg werd geleid door de Kalbiden-neven Ahmad ibn al-Hasan al-Kalbi en Al-Hasan ibn Ammar, en duurde dertig weken, tot de val van de stad op eerste kerstdag in 962. 1.570 van de inwoners (ongeveer een vijfde van de bevolking ) gingen als slaven naar de Fatimidische kalief al-Mu'izz; de stad werd omgedoopt tot al-Mu'izziyya en er werden moslimkolonisten binnengehaald.

## Nasleep
Gevolgd door de overwinningen van de Fatimiden bij het Beleg van Rometta en de Slag om de Straat in 964-965, betekende de val van Taormina het einde van de laatste Byzantijnse steunpunten op Sicilië en de definitieve voltooiing van de islamitische verovering van Sicilië.